# Fear and Desire
Fear and Desire és el primer llargmetratge de Stanley Kubrick, en blanc i negre, estrenada el 1953.

## Argument
Aquesta pel·lícula, produïda amb l'ajuda de parents de Kubrick descriu la vida d'un grup de soldats presos darrere les línies enemigues en una guerra imaginària.
Al final de la pel·lícula, els soldats s'enfronten i s'adonen que s'enfronten a ells mateixos: les dues faccions oposades són interpretades pels mateixos actors.

## Repartiment
- Frank Silvera
- Kenneth Harp
- Paul Mazursky.

## Al voltant de la pel·lícula
Per a aquest primer llargmetratge, Stanley Kubrick disposava d'un pressupost molt modest (20.000 $) que l'ha obligat a realitzar ell mateix la major part tècnica de la pel·lícula.
Malgrat la inexperiència dels actors i de l'equip tècnic, la pel·lícula ha rebut bones crítiques i ha estat distribuït al circuit d'«art i assaig» de Nova York, marcant el reconeixement del potencial del jove director. Aquesta pel·lícula és també el començament de carrera de Paul Mazursky, més conegut com a director.
Kubrick va intentar tardanament fer desaparèixer aquesta pel·lícula al considerar-la una pel·lícula d'«aficionat». Va recomprar la majoria de les còpies en circulació, però dues van quedar retingudes per la George Eastman House de l'Estat de Nova York.